# جیم موریسون
جیمز داگلاس موریسون (به انگلیسی: James Douglas Morrison) (۸ دسامبر ۱۹۴۳ – ۳ ژوئیه ۱۹۷۱) آهنگساز، شاعر، نویسنده، کارگردان فیلم آمریکایی و خواننده‌ی افسانه‌ای گروه دِ دورز بود. او یکی از تأثیر گذارترین و جنجالی‌ترین ستاره‌های موسیقی راک بود. غزل‌های شاعرانه، شخصیت جذاب و شورشی، حرکات جنون آمیز و… از خصوصیات وی بود.

## درباره
جیم موریسون در شهر ملبورن در ایالت فلوریدا به دنیا آمد. او تبار اسکاتلندی-ایرلندی بود و یک خواهر (آنه روبین) و برادر (اندرو لی) کوچکتر از خودش داشت. پدر وی جرج استفان موریسون دریابان نیروی دریایی ایالات متحده و فرمانده نظامی در جنگ ویتنام بود.
در سال ۱۹۴۷ و زمانی که چهارساله بود شاهد وقوع یک تصادف رانندگی بود که در آن چند بومی آمریکایی به شدت مجروح شدند. این اتفاق تأثیر عمیقی بر موریسون گذاشت و او بعدها در آهنگ «Dawn's Highway» از آلبوم «نیایش آمریکایی» و همچنین آهنگ‌های «قورباغه صلح» و «آهنگ شبح» از این حادثه به تلخی یاد می‌کند.
گفته می‌شود جیم موریسون دارای بهره هوشی ۱۴۹ بوده‌است. از او چند مجموعه شعر و فیلم کوتاه مستند نیز به جای مانده‌است. مجله رولینگ استونز در رده‌بندی «۱۰۰ خواننده برتر تمام تاریخ» جایگاه ۴۷اُم را به جیم موریسون اختصاص داده‌است.
همچنین وی به خاطر صدای باریتون (صدایی بین بم و زیر)، طرفداران فراوانش، پژوهش‌هایش، شخصیت ویژه‌ای که بر روی صحنه اجرا داشته و همچنین اشعارش دارای شهرت فراوانی می‌باشد.

## شاعری
وی پیش از خواننده، یک شاعر بود و در UCLA رشته‌های مرتبط با تئاتر، فیلم و سینما را مطالعه کرد. او دو جلد جداگانه از شعرهای خود را در سال ۱۹۶۹ با عنوان "The Lords" و "Dawn's Highway" را منتشر کرد. جلد اول روایت گونه ای تر، شامل توصیف‌های مختصر از مکانها، مردم، رویدادها و افکار موریسون دربارهٔ سینما و جلد دوم احساسی تر است. کتاب شعر وی به نام "Wilderness: The Lost Writings of Jim Morrison" که در سال ۱۹۸۸ منتشر شد در لیست پرفروش‌ترین کتاب‌های نیویورک تایمز قرار گرفت. دفتر شعر دیگری از وی به نام "The American Night" در سال ۱۹۹۰ منتشر شد که شامل اشعاری بود که وی تعدادی از آن‌ها را ضبط کرد.

## دورز

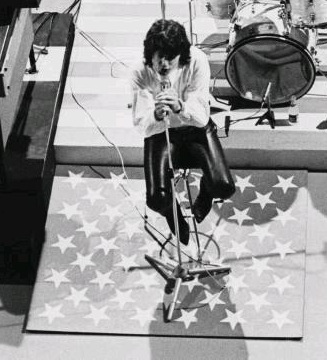
جیم موریسون در سپتامبر ۱۹۶۸ در کپنهاگ اجرا کرد

در سال ۱۹۶۵ پس از اینکه جیم از دانشگاه یوسی‌ال‌ای فارغ‌التحصیل شد، با همراهی ری منزرک گروه دورز (به انگلیسی: The Doors) را بنیان گذاشتند. مدتی بعد یک نوازنده درام به نام جان دنزمور و یک گیتاریست به نام رابی کریگر نیز به آن‌ها پیوستند.
نام گروه برگرفته از عنوان یکی از کتابهای آلدوس هاکسلی به نام درهای ادراک (به انگلیسی: The Doors of perception) بود. هاکسلی در این کتاب که در سال ۱۹۵۴ منتشر شد به شرح تجربیات خود پس از مصرف ال‌اس‌دی می‌پردازد. او اعتقاد داشت با مصرف موادمخدر درهایی از ادراک و آگاهی لایتناهی به روی انسان گشوده می‌شود که همه چیز را به روشنی و آنگونه که هست درک خواهد کرد.
دو آلبوم اول گروه به‌نام‌های درها و روزهای عجیب که هر دو در سال ۱۹۶۷ منتشر شدند، بزرگ‌ترین موفقیت‌های دورز به‌شمار می‌آیند. چهار آلبوم بعدی آنها، شکست‌های هنری نبودند اما هرگز به سطح خلاقانهٔ بالایی که مشخصهٔ دو آلبوم اول بود نرسیدند.
در پایان سال ۱۹۶۷ موریسون ال‌اس‌دی (و مواد مخدر مشابه) را ترک کرد اما اعتیاد شدیدی به الکل پیدا کرد که این موضوع بر اجرای او و کیفیت کارش به‌عنوان یک ترانه‌سرا تأثیر گذاشت. او اغلب دیر به تمرین‌ها می‌رسید یا اصلاً سر تمرین‌ها ظاهر نمی‌شد. زمانی هم که روی صحنه حاضر می‌شد، مست بود یا تماشاگران را به خاطر چیزی که «سلیقهٔ موسیقایی بسیار نازل» می‌دانست سرزنش می‌کرد.
تا بهار ۱۹۷۱، موریسون تقریباً به‌طور کامل سبک زندگی‌ای متفاوت از یک ستارهٔ راک پیدا کرده بود. او به پاریس نقل مکان کرد و با دوست دخترش پاملا کورسون در آپارتمانی در محله لومره زندگی آرامی را می‌گذارندند، اما آن‌جا هم به نوشیدن افراطی الکل ادامه‌داد. او که در ابتدا می‌خواست کارگردان شود، فعالیتش را بر پروژه‌های سینمایی و نوشتن شعر متمرکز کرد، اما مرگ نابهنگامش در بامداد ۳ ژوئیه ۱۹۷۱ همهٔ آن نقشه‌ها را ناتمام گذاشت.

## مرگ

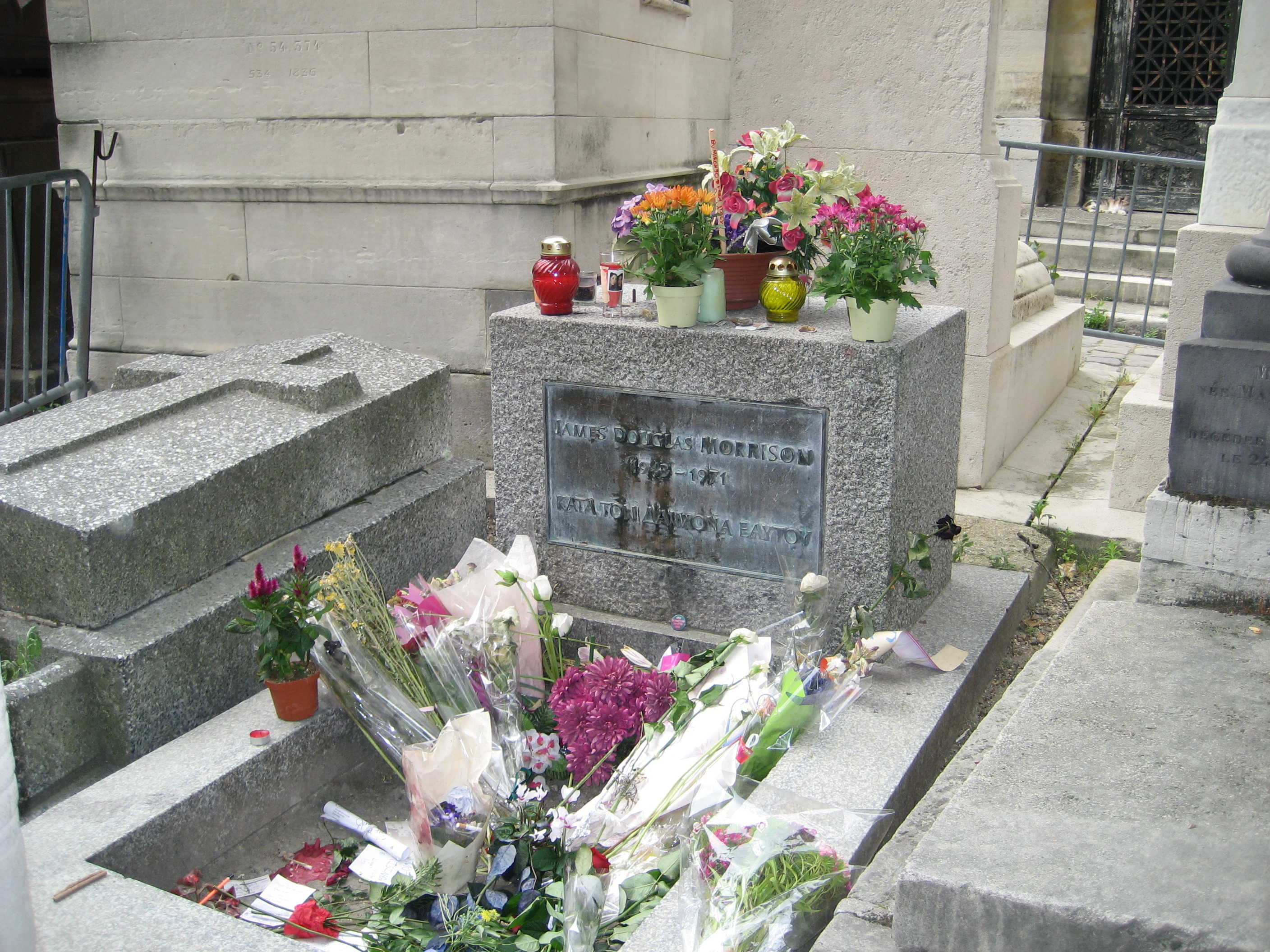
آرامگاه موریسون در گورستان پر-لاشز در اوت ۲۰۰۸ با کتیبه یونانی

در بامداد سوم ژوئیه ۱۹۷۱ جسد جیم موریسون را در وان حمام آپارتمانش در پاریس یافتند که ظاهراً به‌دلیل نارسایی قلبی درگذشته بود. تا به امروز به دلیل عدم کالبدشکافی و گزارش پزشکی قانونی در مورد علت اصلی مرگ جیم موریسون گمانه‌زنی‌های فراوانی وجود داشته‌است. سام برنت مدیر یک کلوب شبانه با انتشار کتابی با نام «پایان جیم موریسون»، باور عمومی مبنی بر آنکه جیم موریسون به دلیل حمله قلبی درگذشته را به چالش کشیده‌است. وی مدعی است در سال ۱۹۷۱، جیم موریسون در دستشویی کلوب شبانه او در پاریس و به دلیل بیش‌مصرفی ناشی از مصرف هروئین درگذشته است و پس از آن دو فروشنده مواد مخدر جسد وی را به آپارتمانش بازگردانده و داخل وان حمام انداخته‌اند. با این حال دوست دختر او پاملا کورسون می‌گوید: ما بعد از رفتن به سینما به خانه رفتیم و موسیقی گوش دادیم. شب‌هنگام، جیم احساس بدحالی کرد و به حمام رفت. بعد از مدتی وقتی به حمام رفتم بدن بی جان او را داخل وان دیدم. در بررسی‌های صحنهٔ مرگ هم چیز مشکوک یا مرتبط با مواد مخدر آنجا پیدا نشد.
او به همراه جنیس جاپلین و جیمی هندریکس به دلیل حرف جی(J) ابتدای نام کوچک و مرگ نسبتاً مشابه‌شان هر سه حدود ۲۷ سالگی و در بازه‌ای تنها چند ماهه مابین سپتامبر ۱۹۷۰ تا ژوئیه ۱۹۷۱، سه‌گانهٔ تراژیک و افسانه‌ای «تری جِیز»(Three j's) موسیقی راک دهه ۱۹۶۰ را تشکیل داده‌اند. به علاوه این سه به همراه برایان جونز و کرت کوبین و ایمی واینهاوس «کلوب ۲۷» را تشکیل می‌دهند.
در سال ۱۹۹۱ الیور استون در فیلمی که نام دورز را برخود داشت تاریخچه گروه از ابتدا تا مرگ جیم موریسون را به تصویر کشید. در این فیلم وال کیلمر نقش جیم موریسون را ایفا کرد.

## میراث
موریسون تأثیر زیادی بر موسیقی دهه ۷۰ میلادی گذاشت؛ به گونه‌ای که خواننده‌هایی مانند ایگی پاپ با شرکت در کنسرت د دورز و تاثیرگیری از او شروع به خواندن کردند. همچنین گروه‌های موسیقی هم‌چون پرل جم، آلیس این چینز و دریم تیاتر از او تأثیر گرفته‌اند. آهنگ‌های موریسون بارها توسط خوانندگانی هم‌چون دیوید بویی، مریلین منسون، شرلی بسی، نانسی سیناترا و پتی اسمیت بازخوانی شده‌است. چند ترانهٔ دورز هم به‌عنوان ساندترَک فیلم‌هایی مانند فارست گامپ، دور افتاده و اینک آخرالزمان استفاده شده‌اند.
یکی از لقب‌های او "پادشاه مارمولک" بود و مارمولک بزرگ منقرض شده‌ای با نام علمی "Barbaturex morrisoni" به یاد وی نام‌گذاری شده‌است.

## آلبوم‌ها
- ۱۹۶۷ - درها (The Doors)
- ۱۹۶۷ - روزهای عجیب (Strange Days)
- ۱۹۶۸ - در انتظار خورشید (Waiting for the Sun)
- ۱۹۶۹ - رژه نرم (The Soft Parade)
- ۱۹۷۰ - هتل موریسون (Morrison Hotel)
- ۱۹۷۰ - سیزده (Thirteen)
- ۱۹۷۱ - زن لوس‌آنجلسی (L.A. Woman)
- ۱۹۷۸ - نیایش آمریکایی (An American Prayer)

## نگارخانه

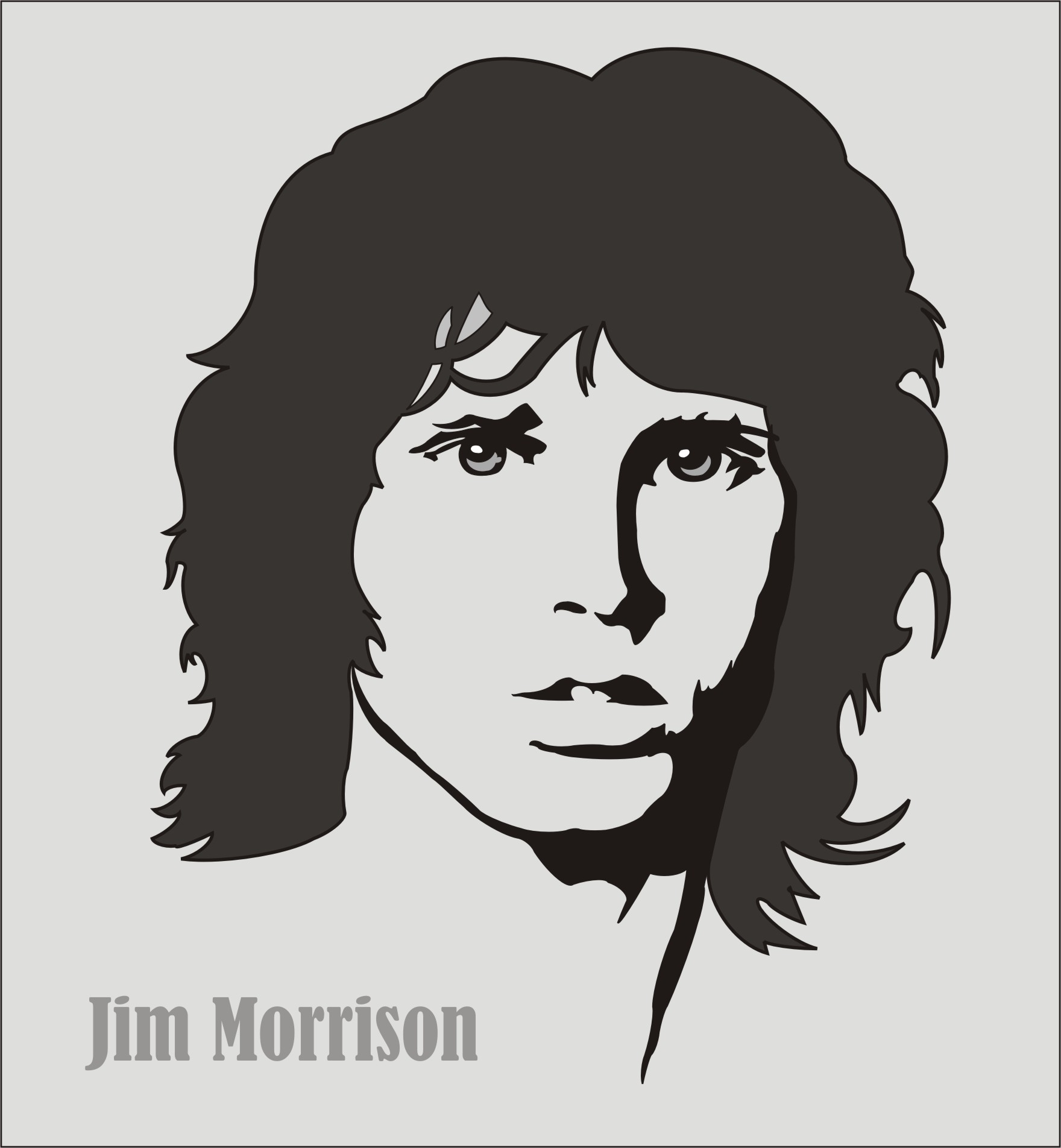
موریسون در کنسرت
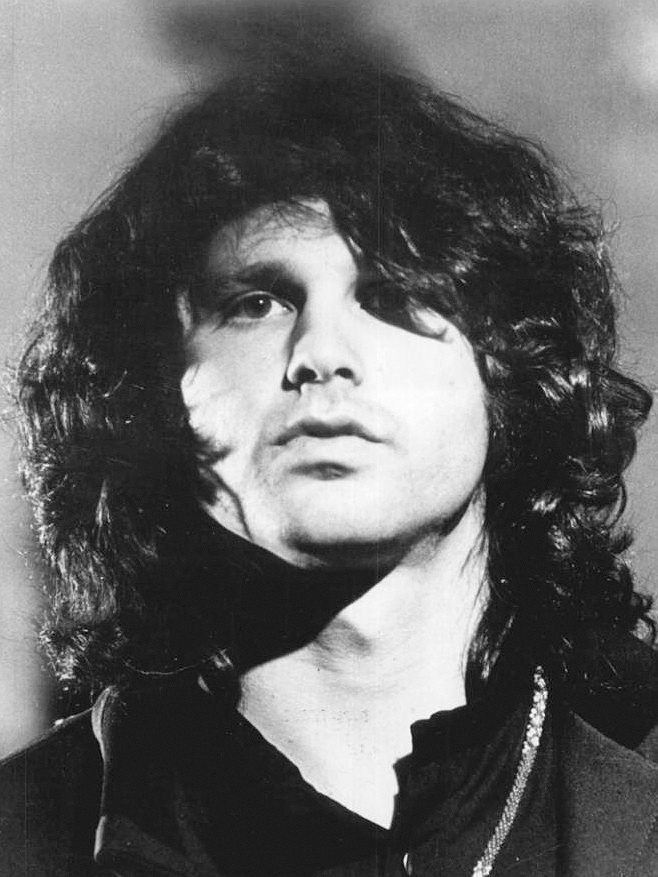
عکس تبلیغاتی موریسون در ۱۹۶۸
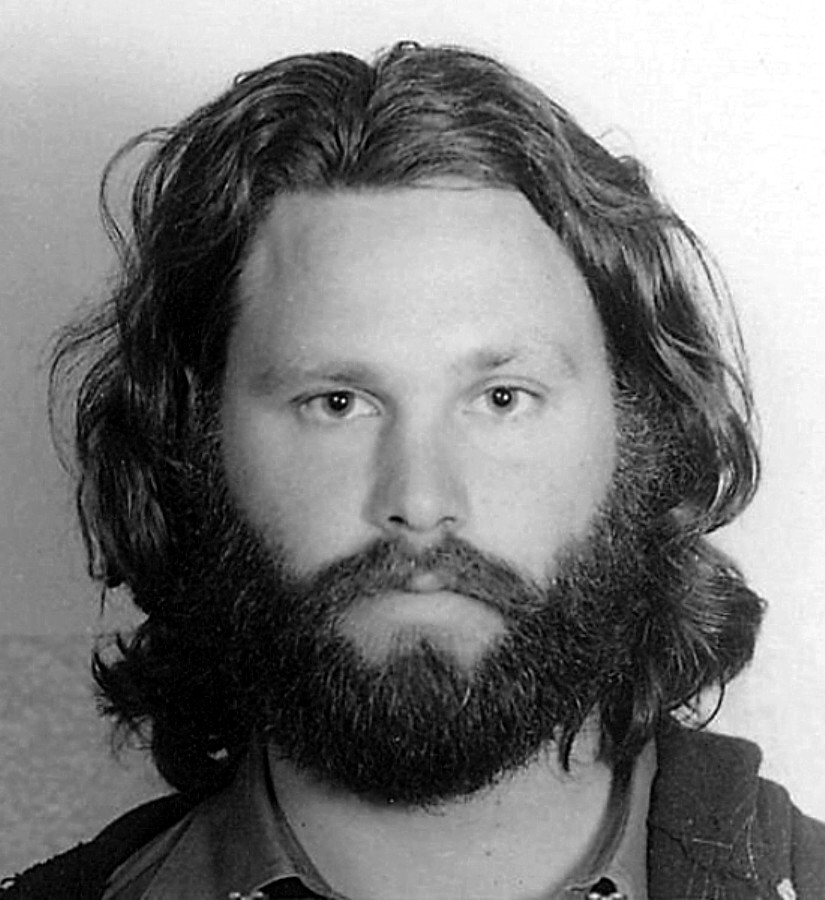
موریسون با ریش